# Великозуба оксамитова акула
Великозуба оксамитова акула (Scymnodon) — рід акул родини Полярні акули.

## Опис
Загальна довжина представників цього роду коливається від 1,1 до 145,5 см. Голова трохи сплощена, широка, товста. Морда коротка. Очі великі. Ніздрі розташовані під кутом одна до одної. В кутах рота є губні борозни. Рот середнього розміру. Особливістю є наявність великих зубів на нижній щелепі. За це отримала свою назву. У них 5 пар довгих зябрових щілин. Тулуб щільний, сигароподібний. Грудні плавці маленькі. Мають 2 маленьких, округлих спинних плавців. Мають 2 спинних плавців. Шипи на спинних плавцях невеликі. Передній розташовано у середній частині тіла. Задній — ближче до хвостового плавця. Анальний плавець відсутній. Хвостовий плавець широкий, веслоподібний.
Забарвлення однотонне — темне, майже чорне.

## Спосіб життя
Тримаються на глибинах від 200 до 1600 м, континентального шельфу. Живиться костистими рибами, донними безхребетними. Ці акули є екопаразитами, тобто здатні вигризати шматки з тіла великих тварин або риб.
Це яйцеживородна акули. Самиці народжують до 60 акуленят завдовжки до 5 см.

## Розповсюдження
Мешкають біля узбережжя Японії, Нової Зеландії, Східній Атлантиці.

## Види
- Scymnodon ichiharai  Yano & Tanaka, 1984
- Scymnodon macracanthus  (Regan, 1906)
- Scymnodon ringens  Barbosa du Bocage & de Brito Capello, 1864

У минулому до цього роду зараховували й інші види, проте Scymnodon plunketi тепер належить до роду Centroscymnus, а Scymnodon squamulosus виділений в окремий монотипний рід Zameus.